# Spišská německá strana
Spišská německá strana (německy Zipser deutsche Partei) byla politická strana na území prvorepublikového Československa, respektive Slovenska a Podkarpatské Rusi, která reprezentovala část národnostní menšiny Karpatských Němců, zejména tu v historickém regionu Spiše s rozsáhlým autochtonním, etnicky německým obyvatelstvem.

## Dějiny
Byla založena 22. března 1920 na sjezdu v Kežmarku, kterého se účastnili zástupci 32 obcí regionu Spiše. Prvním předsedou se stal Karl Brückner. V Kežmarku sídlilo stranické ústředí. Tiskovým orgánem byly noviny Karpathen-Post. V parlamentních volbách v roce 1920 strana kandidovala v rámci koalice s Maďarsko-německou křesťansko-sociální stranou a Zemskou stranou zemědělců a malorolníků (předchůdkyní Maďarské národní strany). V parlamentních volbách v roce 1925 utvořila alianci s dalšími formacemi, jako Německá živnostenská strana, Německý svaz zemědělců a Maďarská národní strana. Mandát v parlamentu za ni získal Andor Nitsch. V parlamentních volbách v roce 1929 kandidovala opět v rámci širšího spojenectví, tentokrát byly jejími partnery Zemská křesťansko-socialistická strana a Maďarská národní strana. Andor Nitsch opět usedl v parlamentu. Stejná aliance se opakovala i ve volbách v roce 1935. Hlavním konkurentem Spišské německé strany byla Karpatoněmecká strana (Karpathendeutsche Partei).